# Đá tống

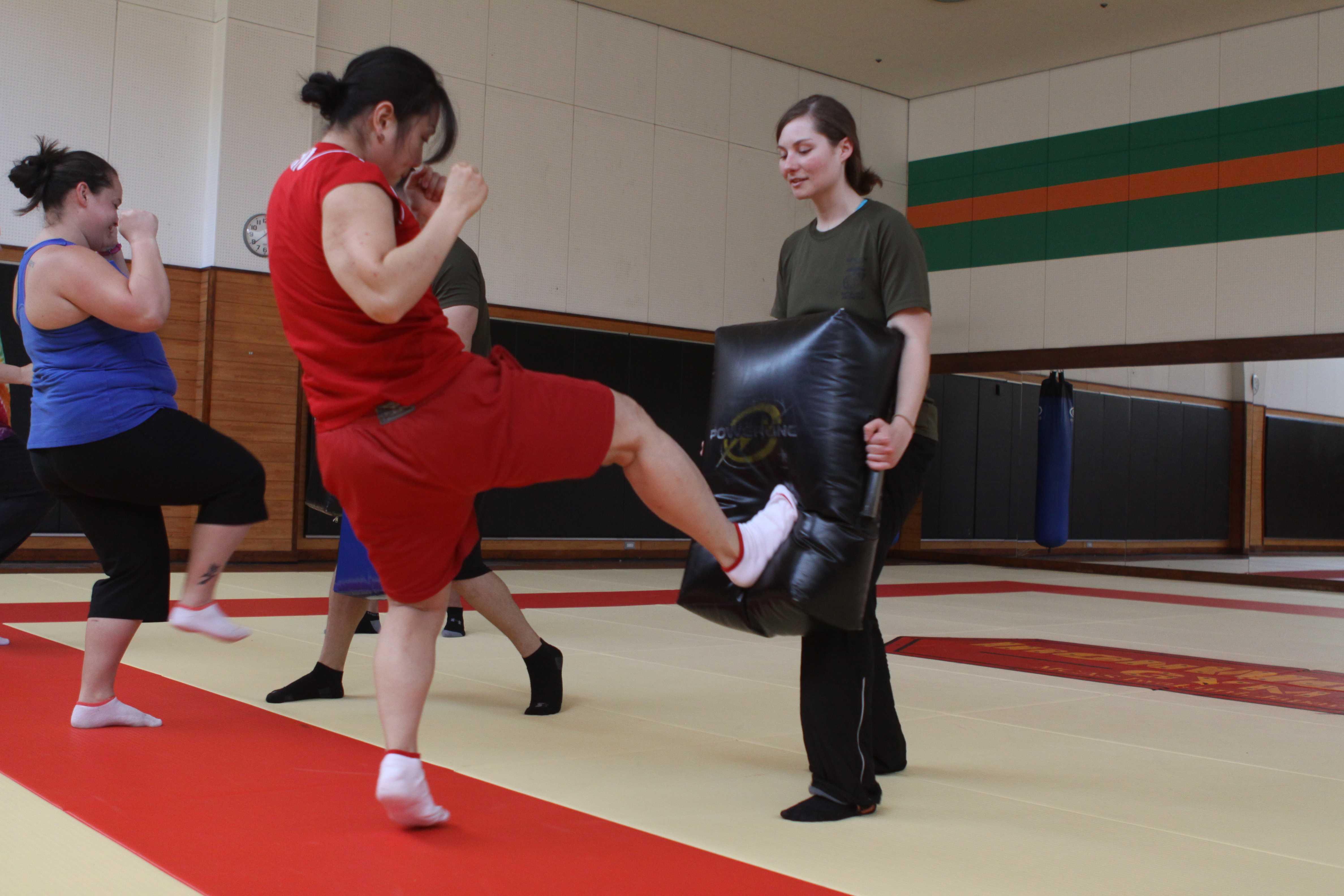
Một cú đá tống tầm thấp (đạp thẳng)

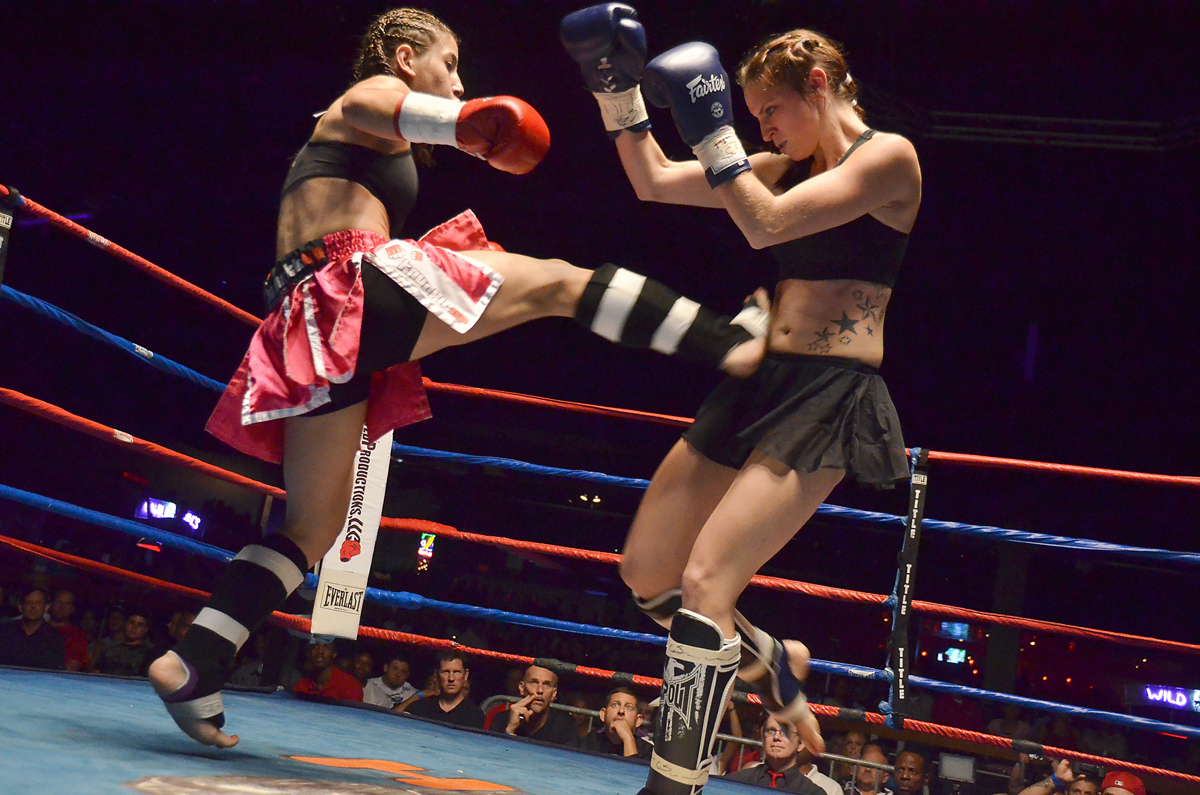
Một đòn đạp thẳng (cú chọt) trong Muay Thái để đạp dội đối thủ ra, ngăn không cho đối phương áp sát để áp đảo

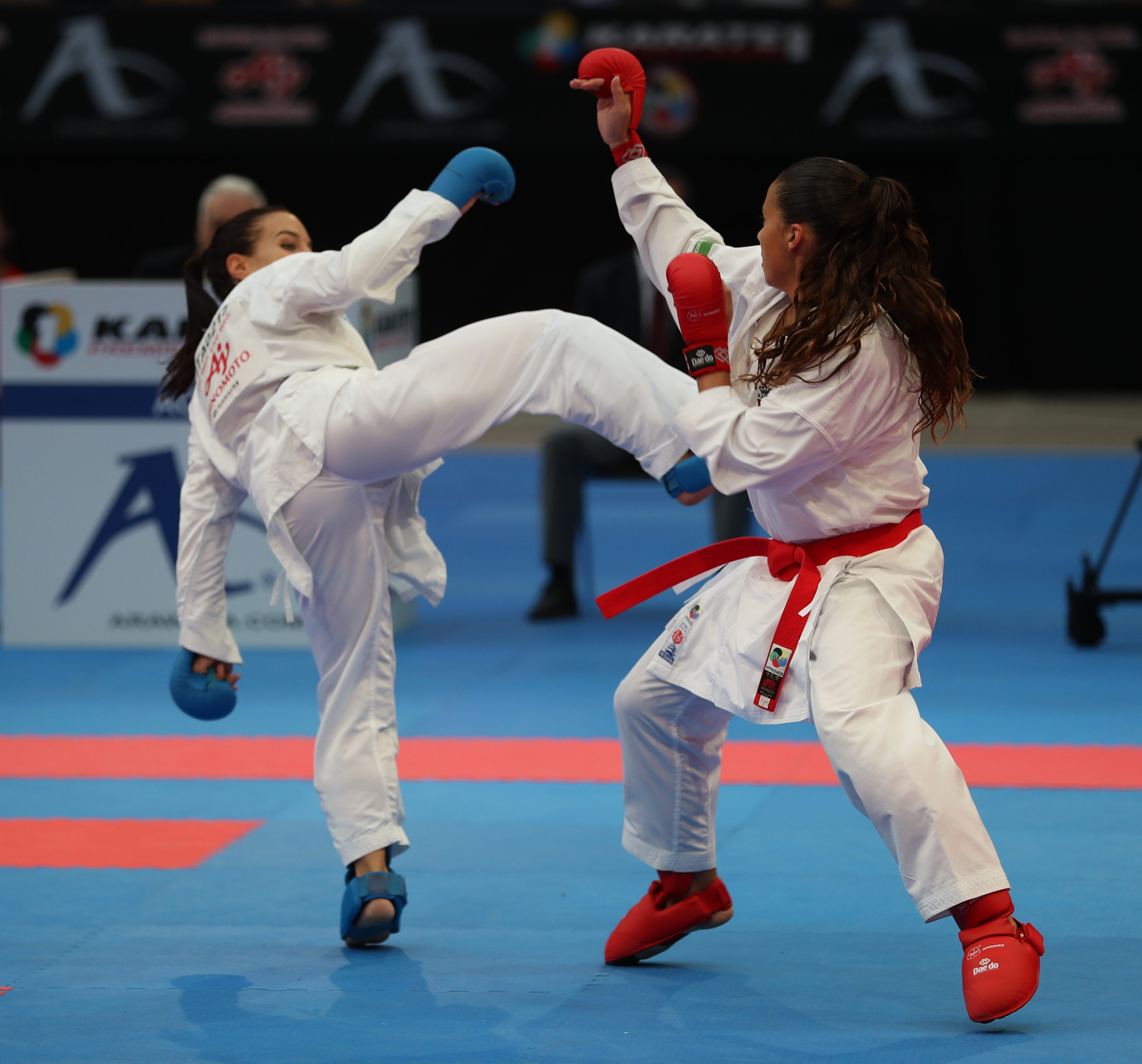
Một cú đá tống nghiêng trong Karate Kumite

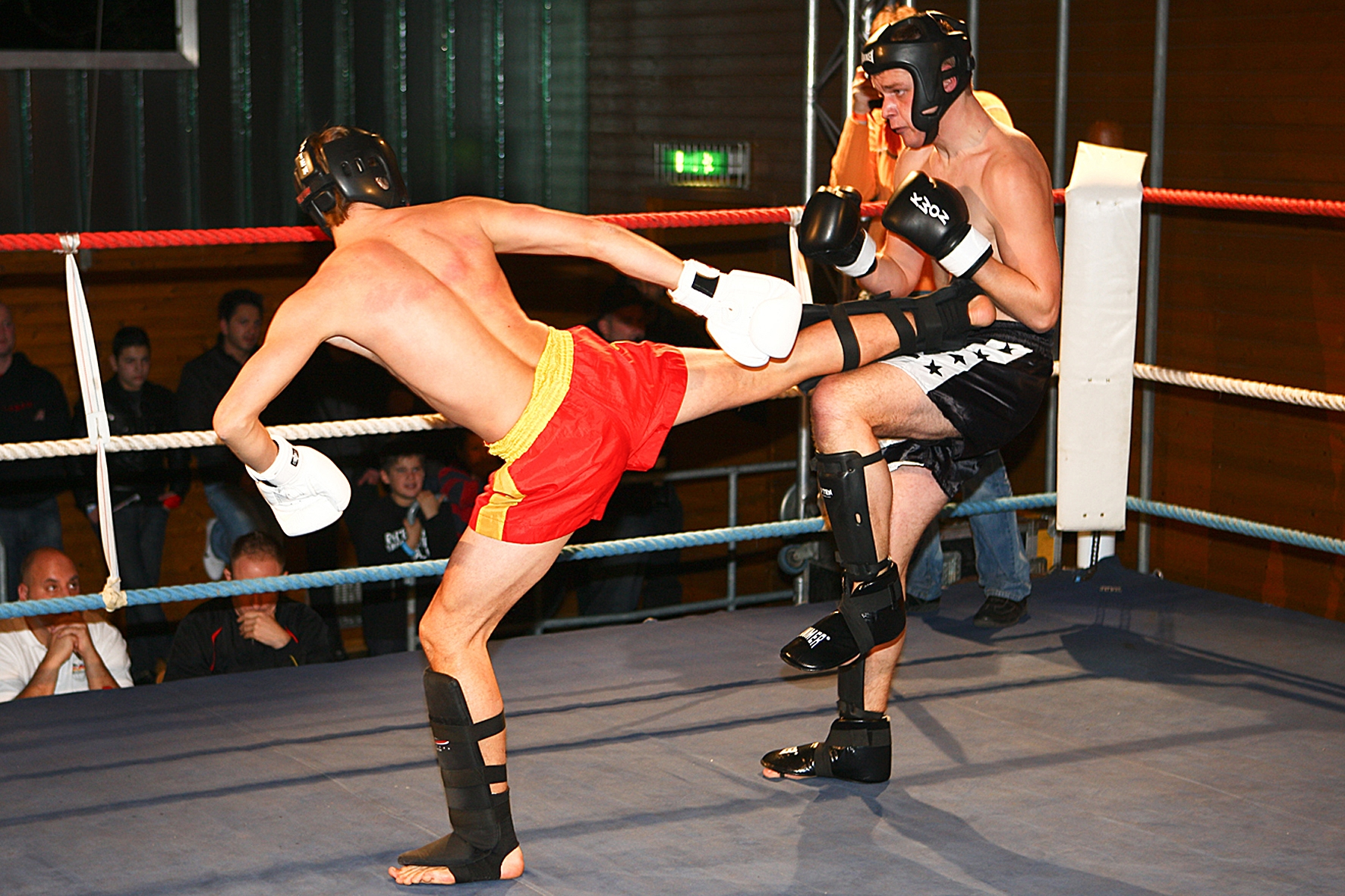
Một cú đá tống trước theo chiều hơi nghiêng

Đá tống (Front kick) hay còn gọi là Đòn đạp trong võ thuật là một cú đá được thực hiện bằng cách nâng đầu gối thẳng về phía trước, trong khi giữ cho bàn chân và cẳng chân thả lỏng hoặc kéo về phía hông, sau đó duỗi thẳng chân ra phía trước và đạp mạnh vào vùng mục tiêu, sau đó thu chân lại ngay để tránh đối thủ bắt chân và (trừ khi đang thực hiện một đòn liên hoàn) và trở lại tư thế thủ. Cú đá tống được mô tả là cú đá trước cơ bản điển hình trong các môn võ Karate hoặc Taekwondo. Đá tống cũng có thể được hiểu rộng hơn là cú đá thẳng về phía trước, sau đó bao gồm một số biến hoá từ nhiều phong cách khác nhau. Một cú đá trước có thể được thực hiện về phía trước theo cách duỗi chân (đẩy hông) như đòn Teep (đòn đạp trước/cú chọt) trong Muay Thái hoặc hướng lên trên để tấn công vào đầu. Đá tống thường được thực hiện với phần thân trên thẳng và cân bằng, nhưng đòn thế này cho phép chuyển động đa dạng của hông và toàn bộ cơ thể. Các hệ thống võ thuật khai thác khả năng này theo nhiều cách khác nhau. Có nhiều biến thể khác, vì cú đá tống cũng có thể được thực hiện bằng cách làm động tác giả nhử đòn.
Khi thi triển đòn đánh thường được thực hiện bằng cách sử dụng phần mu bàn chân (trong khi hướng bàn chân về phía mục tiêu và giữ các ngón chân hướng lên để tránh chấn thương) hoặc bằng gót chân, cũng có một lựa chọn là sử dụng toàn bộ đế giày làm bề mặt tấn công. Cũng có thể đá bằng mu bàn chân (mu bàn chân) trong trường hợp tấn công vào háng (đá vào hạ bộ) hoặc dưới cánh tay, điều này có thể gây tính sát thương. Sử dụng phần mu bàn chân được ưa chuộng hơn trong Karate. Phương pháp này đòi hỏi phải kiểm soát chuyển động nhiều hơn, nhưng cho phép tấn công hẹp và đánh thọc mạnh. Người tập Taekwondo sử dụng cả gót chân và phần mu bàn chân để tấn công để đạp đối thủ văng ra xa. Người ta thường thực hiện các bài tập tôi luyện để tăng cường sức mạnh cho phần mu bàn chân, vì nhiều người mới tập không thể thực hiện các cú đá trước toàn lực trên thiết bị tập luyện, chẳng hạn như bao đá tập.
Trong võ thuật Campuchia gồm Pradal serey và bokator thì những cú đáo trước cũng được sử dụng gọi là Sniet theak trang hoặc Chrot eysei, đòn này được coi là dễ dàng và đơn giản để sử dụng trong các trận đấu. Các võ sĩ Muay Thái sử dụng cú Teep  là một đòn thế mang bản chất của một cú đạp tống trước một cách cực kì hiệu quả để giữ khoảng cách, dứt mạch những chuỗi đòn tấn công ngay khi nó mới bắt đầu, và đôi khi gây đột biến trong trận đấu nếu như cú đá gọn – nhanh – dễ này tấn công vào các vị trí trên cơ thể đối thủ. Teep thẳng chân trước là đòn Teep cơ bản, được sử dụng cho cả phòng thủ và tấn công. Đòn Teep thẳng chân sau được so sánh như cú đấm thẳng tay sau trong môn đấm bốc, lực tấn công sẽ mạnh hơn nhiều so với Teep chân trước nhưng thao tác thực hiện chậm hơn do biên độ ra đòn xa hơn. Teep đẩy một bên có phạm vi tấn công xa nhất nhờ kỹ thuật xoay nhẹ hông, nắp đầu gối hướng sang một bên, chân duỗi thẳng ra tấn công. Teep tát là việc nâng đầu gối lên cao và đưa toàn bộ bàn chân vào các mục tiêu tấn công như ngực, vai thậm chí là mặt của đối thủ. Cú đá tống trước (Mae Geri Kekomi) là cú đá được sử dụng nhiều nhất trong Karate truyền thống. Đòn đá trước Tương tự như đá thốc trước nhưng chân đá duỗi thẳng ra thật dài với cự li đá xa hơn và thường phối kết hợp Kette Jun-tsuki (cú đấm cao, cú đá trước chân sau và cú đánh trước khi hạ cánh về phía trước).